# Estero Paredones
Estero Paredones är ett vattendrag i Chile.   Det ligger i regionen Región de O'Higgins, i den södra delen av landet, 180 km sydväst om huvudstaden Santiago de Chile.
Trakten runt Estero Paredones består i huvudsak av gräsmarker. Runt Estero Paredones är det glesbefolkat, med 12 invånare per kvadratkilometer.